# Friedrich Hilble
Friedrich Hilble (* 10. Juni 1881; † 4. Juni 1937) war ein Münchener Verwaltungsbeamter und berufsmäßiger Stadtrat.

## Zur Person
Friedrich Hilble trat 1917 in die Münchner Stadtverwaltung ein. Er war später bis zu seinem Tod im Jahre 1937 Leiter des Münchner Wohlfahrtsamtes und berufsmäßiger Stadtrat. Während der Weimarer Republik war er Mitglied der BVP. Bereits vor der Machtergreifung der Nationalsozialisten 1933 war er ein Befürworter der Pflichtarbeit für Erwerbslose und von Kürzungen im Sozialbereich, anschließend verfolgte er diese Linie gegen „Asoziale“ und „Schmarotzer“ noch konsequenter. Schließlich profilierte er sich bei der Diskriminierung jüdischer Wohlfahrtsempfänger und suchte um Schulung seiner Mitarbeiter in „Rassenpflege“ sowie NS-Ideologie nach. Er war kein Mitglied der NSDAP, trat jedoch der NSV bei.
So kam der erste Vorschlag zur Inhaftierung von Erwerbslosen und Fürsorgeempfängern im KZ Dachau aus dem Amt von Hilble, mit dem Ziel, diese abzuschrecken und auszugrenzen. Hilble selbst schrieb dazu 1937:

„Um sich die Erfolge der Arbeitsunterbringung der Unterstützten auch für die Zukunft zu sichern, werden die Gemeinden […] die Methoden fortsetzen, die sie, ohne daß ihnen hierin von den Arbeitsämtern besondere Gefolgschaft geleistet worden wäre, in den letzten Jahren zur Anwendung gebracht haben, und zwar auch sog. aussichtslosen Fällen gegenüber. Diese Methoden heißen: Pflichtarbeit, Fürsorgearbeit, Unterstützungssperre, wenn die Arbeit verweigert wird, schärfstes Vorgehen gegen DRÜCKEBERGER, FAULENZER, Unterhaltsverweigerer usw.
Gerade bei dem heutigen Stand der Entwicklung wird man auf solche Einrichtungen nicht verzichten können, wo es gilt, die in Arbeit zu bringen, welche nicht arbeiten wollen und angeblich auch nicht können.“

Ab 1934 konnten „arbeitsscheue“ Fürsorgeempfänger tatsächlich in das KZ Dachau eingewiesen werden; das Münchner Wohlfahrtsamt unter Hilble war dabei bayernweit Spitzenreiter. Damit verkörperte Hilble „das schleichende Abgleiten der Sozialpolitik in das völkische Fahrwasser“. Die Politikwissenschaftlerin Claudia Brunner charakterisierte ihn als „Musterbeispiel eines pflichtgetreuen peniblen deutschen Beamten“, dessen „Verdienste“ in der „unbarmherzigen Durchsetzung nationalsozialistischen Gedankenguts“ und der „uneingeschränkten Loyalität gegenüber einem unmenschlichen Regime“ bestanden. Eine stärkere Verstrickung Hilbles in den Nationalsozialismus, so die Überzeugung Brunners, sei nur durch seinen Tod wegen eines Gallenleidens 1937 verhindert worden.

## Straßenbenennung nach Hilble

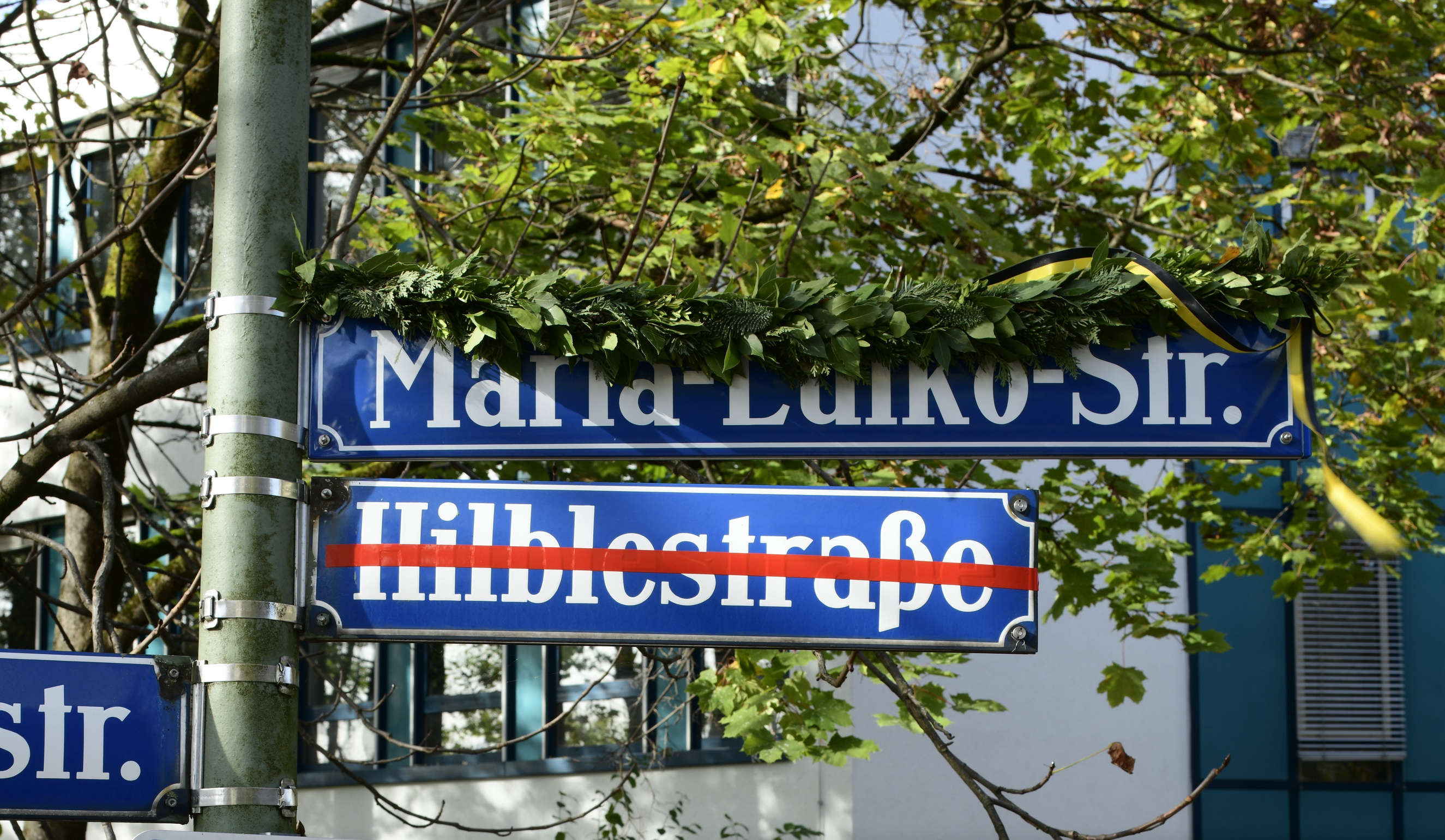
2022 wurde die Hilblestraße in Maria-Luiko-Straße umbenannt

1956 wurde nach Hilble in Neuhausen-Nymphenburg auf dem Gelände einer ehemaligen Kaserne die Hilblestraße benannt. Sein besonderes Verdienst, so die offizielle Begründung, sei seine Initiative als verdienter Leiter des städtischen Wohlfahrts- und Jugendamtes zum Bau eines Altersheimes (das St.-Josef-Heim, mittlerweile bei der Münchenstift gGmbH) gewesen.
2012 publizierte die Geschichtswerkstatt Neuhausen das Buch Von der „Aiblingerstraße“ bis „Zum Künstlerhof“, in dem die Straßennamen im Münchner Stadtteil Neuhausen-Nymphenburg erläutert werden. Zur Hilblestraße heißt es darin: „Rund zehn Jahre nach der NS-Herrschaft eine Straße nach einem Mann zu benennen, der das System der Nazis und damit den verordneten Antisemitismus stützte und diesen in die Tat umsetzte, ist eigentlich unverständlich.“ Der Verein forderte die Stadt auf, diesen „unhaltbaren Zustand“ zu ändern. Der Bezirksausschuss von Neuhausen-Nymphenburg beantragte daraufhin beim Münchner Stadtrat eine Überprüfung der Namensgebung dieser Straße. Der Kommunalausschuss entschied, diesbezüglich erst die Ergebnisse einer vom Stadtrat in Auftrag gegebenen Studie abzuwarten: Seit 2010 wird an der Ludwig-Maximilians-Universität die Rolle der Münchner Stadtverwaltung in der NS-Zeit untersucht. Mögliche Straßenumbenennungen sollen erst nach der Veröffentlichung dieser Studie erfolgen, was in einem Zeitraum von 15 Jahren geschehen soll.
Die Hilblestraße war Thema im Rahmen des Kunstprojektes Memory Gaps – Erinnerungslücken der Malerin Konstanze Sailer. Dabei wurde auf die „verwaltungstechnische Geschmacklosigkeit“ hingewiesen, dass die Hilblestraße eine Nebenstraße der Dachauer Straße ist. Im Rahmen ihres Projektes benannte die Künstlerin die Hilblestraße nach einer in der Tötungsanstalt Bernburg ermordeten jüdischen Widerständlerin vorübergehend in Henriette-Rothkirch-Straße um. Fortan unterstützte Memory Gaps in Form zahlreicher Interventionen den Umbenennungsvorschlag von Bezirksausschuss und Geschichtswerkstatt Neuhausen in Maria-Luiko-Straße.
Im November 2022 wurde die Straße von der Stadt München offiziell nach der 1941 deportierten und ermordeten jüdischen Künstlerin Maria Luiko benannt.